# Mistrzostwa świata w szachach 1986

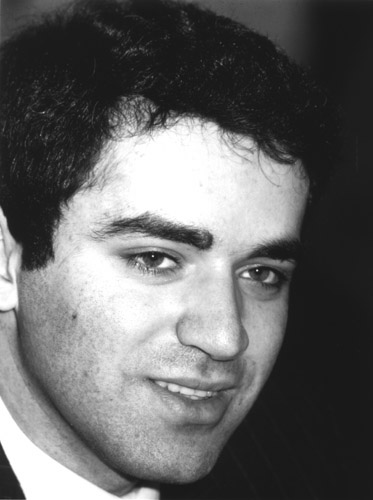
Mistrz świata 1986, Garri Kasparow

Mistrzostwa świata w szachach 1986 – Rewanżowy mecz szachowy, pomiędzy aktualnym mistrzem świata – Garrim Kasparowem, a poprzednim mistrzem Anatolijem Karpowem, pod egidą Międzynarodowej Federacji Szachowej FIDE. Mecz odbył się w dwóch miastach: w Londynie od 28 lipca do 27 sierpnia 1986 r. oraz w Leningradzie od 5 września do 8 października 1986 r.
Kasparow wygrał mecz 12½ do 11½ i zachował tytuł mistrza świata.

## Zasady
Regulamin przewidywał rozegranie 24 partii. Mecz mógł się skończyć wcześniej jeżeli jeden z zawodników zdobędzie 12½ lub 13 punktów. W przypadku remisu 12:12 mistrzem świata pozostaje Kasparow.
Sędzią głównym meczu był Lothar Schmid z Niemiec.
|                 | Rating | 1 | 2 | 3 | 4 | 5 | 6 | 7 | 8 | 9 | 10 | 11 | 12 | 13 | 14 | 15 | 16 | 17 | 18 | 19 | 20 | 21 | 22 | 23 | 24 | Punkty |
| --------------- | ------ | - | - | - | - | - | - | - | - | - | -- | -- | -- | -- | -- | -- | -- | -- | -- | -- | -- | -- | -- | -- | -- | ------ |
| Garri Kasparow  | 2740   | ½ | ½ | ½ | 1 | 0 | ½ | ½ | 1 | ½ | ½  | ½  | ½  | ½  | 1  | ½  | 1  | 0  | 0  | 0  | ½  | ½  | 1  | ½  | ½  | 12½    |
| Anatolij Karpow | 2705   | ½ | ½ | ½ | 0 | 1 | ½ | ½ | 0 | ½ | ½  | ½  | ½  | ½  | 0  | ½  | 0  | 1  | 1  | 1  | ½  | ½  | 0  | ½  | ½  | 11½    |